# 스웜 (영화)
《스웜》(The Swarm)은 1979년에 개봉된 미국의 영화이다.

## 출연

### 주연
- 마이클 케인
- 캐서린 로스
- 리차드 위드마크
- 리차드 체임벌린
- 올리비아 드 하빌랜드
- 벤 존슨
- 리 그랜트
- 호세 페레
- 패티 듀크
- 슬림 픽컨스
- 브래드포드 딜만

### 조연
- 프레드 맥머레이
- 헨리 폰다

## 기타
- 원작자: 아서 헤조그
- 미술: 스탠 졸리